# Don Antonio de Ulloa (1883)
El Don Antonio de Ulloa fue un crucero desprotegido, en aquella época denominado Crucero de 2ª clase, perteneciente a la Armada Española de la clase Velasco, que recibió su nombre en honor a Antonio de Ulloa, escritor, naturalista y militar.

## Historial
Poco después de completarse, fue designado para su envío a las Islas Carolinas durante la crisis que por esos territorios mantuvo España con el Imperio Alemán.
A comienzos del año 1890 fue destinado a las islas Filipinas como reemplazo del Gravina, perdido en un tifón con los cruceros Castilla y Don Juan de Austria. El 10 de abril de 1890 zarparon de Barcelona los tres cruceros rumbo a Filipinas, bajo el mando del capitán de navío Manuel De la Cámara y Livermore. Los buques arribaron a Manila el 17 de junio. Estos tres buques fueron apodados como la “escuadra negra”, al llegar pintados de negro en vez del blanco reglamentario para los buques coloniales.
En abril de 1891 el Ulloa, que actuaba como buque insignia del capitán general del Apostadero de Filipinas, participó en las operaciones militares en la isla de Mindanao para controlar definitivamente la isla.
El Don Antonio de Ulloa tomó parte activa en las acciones militares contra los insurgentes filipinos durante el periodo 1896-1897. Transportó fuerzas de desembarco a Zamboanga en 1897.
En la batalla de Cavite le habían desmontado dos de sus piezas de artillería principales con destino a las baterías de las islas El Fraile y Corregidor. Tenía las máquinas averiadas y sin poder navegar, por lo que permaneció fijo con solo la mitad de la tripulación a bordo, y fue un blanco fácil durante la batalla, en la que recibió 33 impactos directos (cuatro de 203 mm, tres de 152 mm, uno de 127 mm y el resto de 47 y 37 mm). Su comandante, José de Iturralde, resultó muerto, su oficial contador herido y la mitad de su tripulación caída. Al finalizar la guerra, el pecio del Ulloa fue reflotado y vendido como chatarra para su desguace.

## Galería

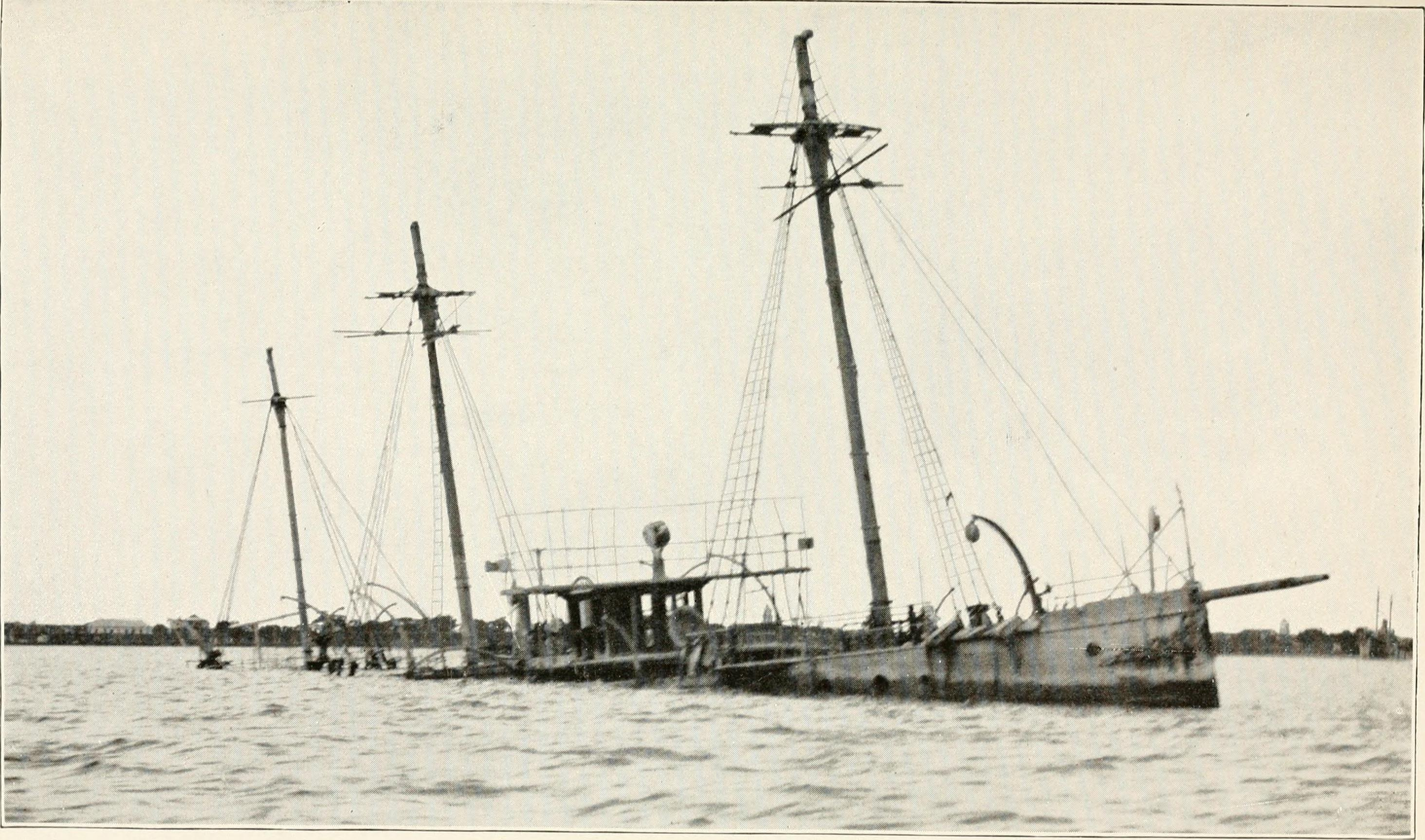
Restos del Don Antonio de Ulloa tras la batalla de Cavite en 1898.
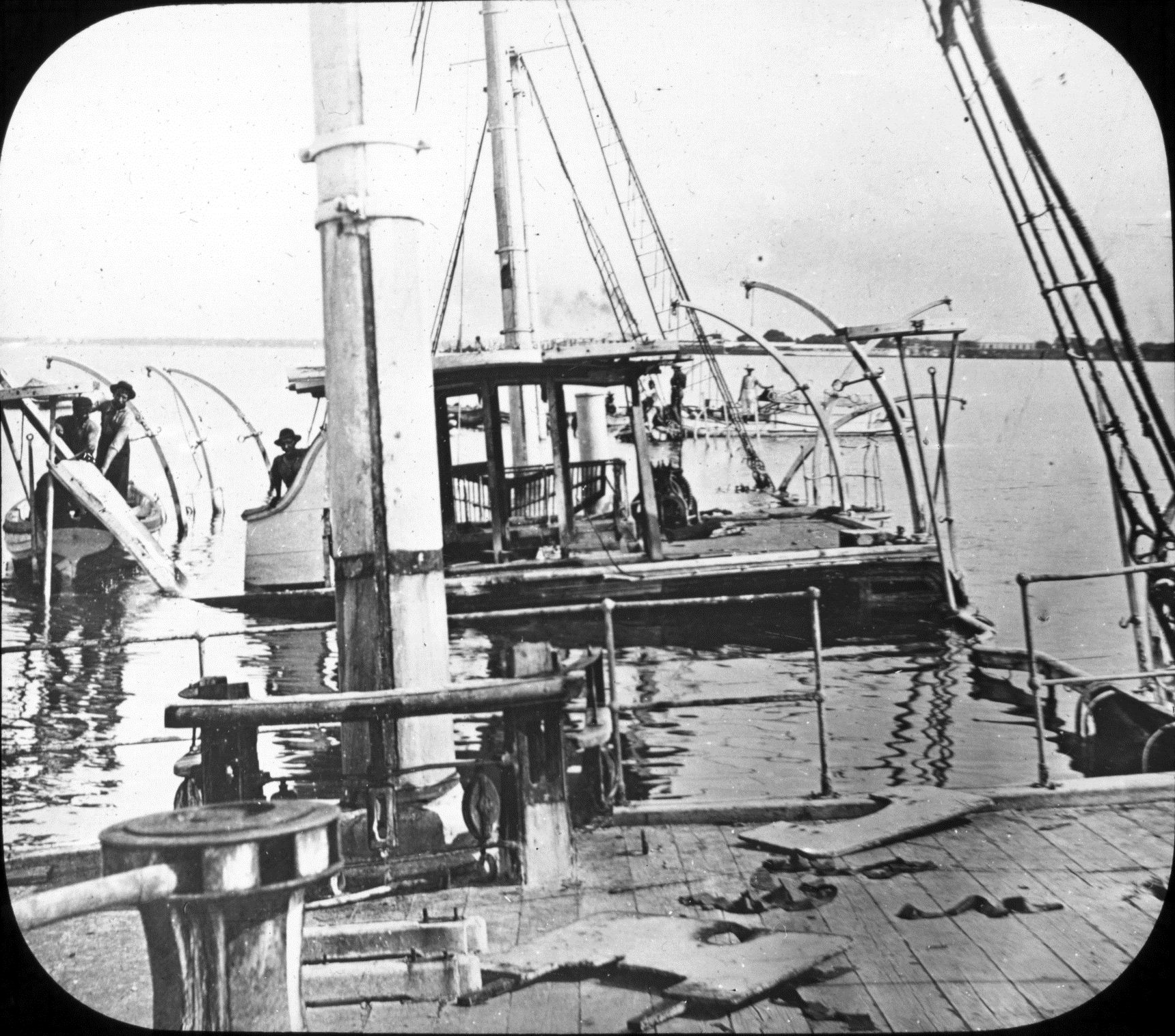
Cubierta inundada del Don Antonio de Ulloa tras la batalla.
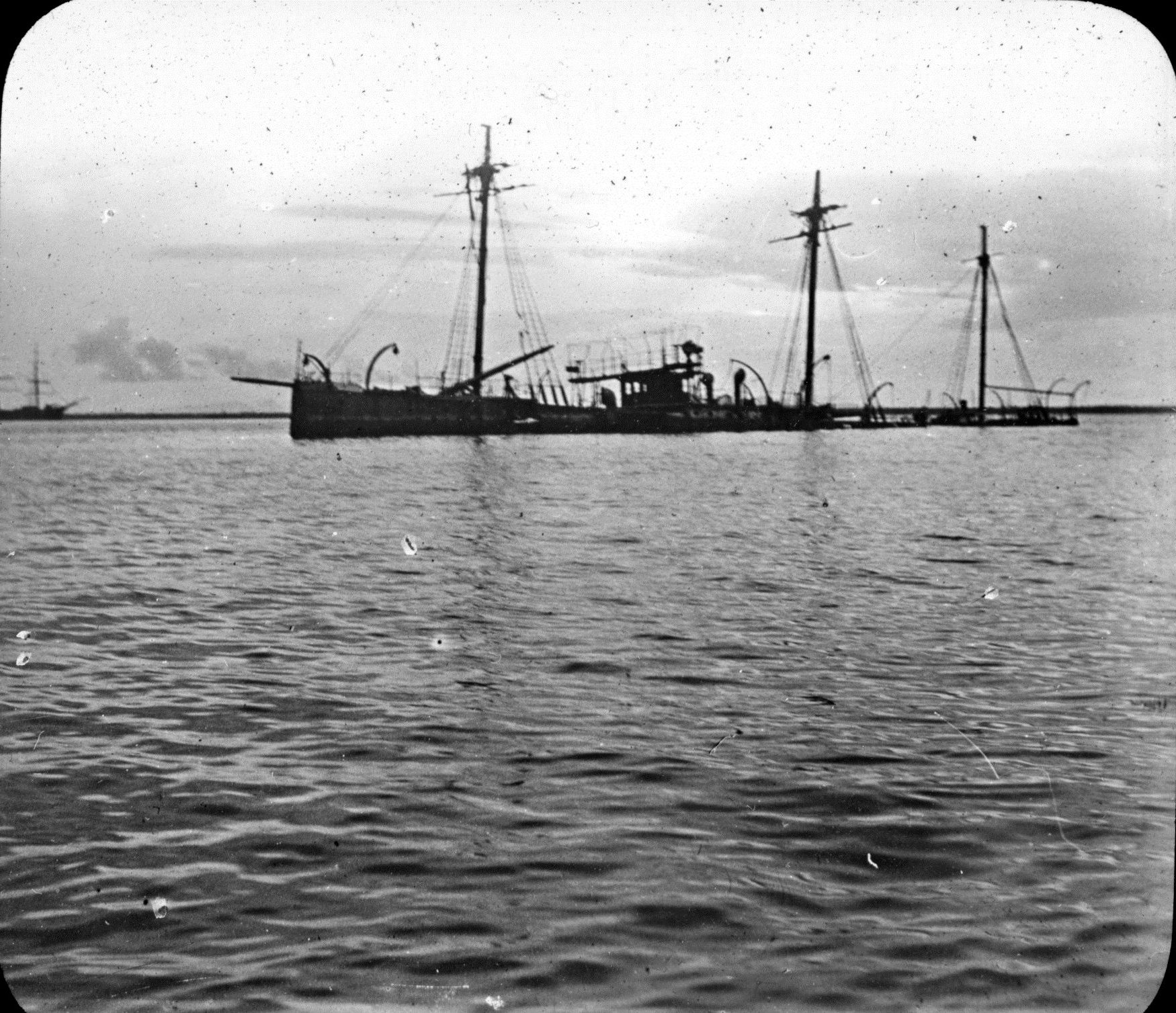
Naufragio del Don Antonio de Ulloa.